# Hypolepis microchlaena
Hypolepis microchlaena là một loài dương xỉ trong họ Dennstaedtiaceae. Loài này được Mickel & Beitel mô tả khoa học đầu tiên năm 1988.